# Благой Самоников
Благой Самоников (на македонска литературна норма: Благој Самоников) е писател и драматург от Северна Македония.

## Биография
Самоников е роден през 1942 година в Щип, тогава анексиран от Царство България. Автор е на няколко книги с поезия: „Големият град“ (Големиот град), 1982, „Погрешна представа“ (Погрешна претстава), 1986 и „Кадифена пустиня“ (Сомотска пустина), 1993, и драмата „Обичайна представа“ (Обична претстава), поставена в Народния театър в Щип в 1990 година. Автор е и на драмите „Последната среща в осем при „Викторија“ (Последната средба во осум кај „Викторија“) и „Мала нощна музика“ (Мала ноќна музика). В 2010 година стихосбирката му „Неизносена ведрина“ печели наградата „Ацо Шопов“ за най-добра поетична книга.